# Гийу, Жан
Жан Виктор Артюр Гийу (фр. Jean Victor Arthur Guillou; 18 апреля 1930, Анжер — 26 января 2019) — французский органист, пианист и композитор.
Ещё до получения какого-либо систематического музыкального образования 12-летний Гийу начал работать органистом в церкви Сан-Серж в Анжере. В 1945—1955 годах он учился в Парижской консерватории у Марселя Дюпре, Мориса Дюрюфле и Оливье Мессиана. В 1955—1958 годах Жан Гийу преподавал в Институте церковной музыки в Лиссабоне, в 1958—1963 работал в Берлине, а с 1963 года является штатным органистом парижского собора Святого Евстахия (Сент-Эсташ).
В творчестве Гийу-композитора преобладают органные произведения, как сольные, так и с оркестром (семь концертов для органа с оркестром) и в ансамбле. Им написаны также три симфонии, концерты для фортепиано и тромбона с оркестром, камерная музыка. Среди переложений для органа, выполненных Гийу, особое место занимают «Картинки с выставки» Мусоргского. Гийу также является автором выдержавшей три издания книги «Орган: прошлое и будущее» (фр. «L'Orgue, Souvenir et Avenir»).
Жан Гийу — широко концертирующий органист-виртуоз, обладающий особым вкусом к концертной импровизации. Он также неоднократно выступал консультантом при сооружении новых органов — в частности, в Брюсселе, Цюрихе, Неаполе, Санта-Крус-де-Тенерифе. В 2002 году Гийу стал первым исполнителем на возрождённом инструменте XIX века — педальном фортепиано.